# イリエ・ドゥミトレスク
イリエ・ドゥミトレスク（Ilie Dumitrescu、1969年1月6日 -）は、ルーマニアの元サッカー選手、サッカー指導者。ポジションはMF（攻撃的MF）。

## クラブ経歴
ドゥミトレスクは1977年に8歳でステアウア・ブカレストの下部組織に入団しサッカーを学んだ。1986年にトップチームへ昇格を果たし、リーグ戦でデビューを飾った。しかし、UEFAチャンピオンズカップ 1985-86で優勝したレベルの高い選手層の中では出場機会を得ることは難しく、1987年からは経験を積む為にFCオルトへレンタル移籍をした。
翌1988年にステアウァに復帰すると19歳となっていたドゥミトレスクはレギュラーに定着し、マリウス・ラカトゥシュやゲオルゲ・ハジらと共に攻撃陣を担い、1989年のUEFAチャンピオンズカップ 1988-89準優勝に貢献した（イタリアのACミランに敗退）。東欧革命の影響により、ラカトゥシュやハジが国外のクラブへ移籍をすると、中心選手としてステアウアを牽引し、1993年のUEFAカップウィナーズカップ準々決勝進出に貢献した（ベルギーのロイヤル・アントワープFCに敗退）。
クラブや代表での活躍から西欧のビッグクラブから関心を集めるようになり、1994年にイングランド・プレミアリーグのトッテナム・ホットスパーFCへ移籍した。これは当時のトッテナムの代表の強い希望によるものであったが、思うような結果を残せず、翌1995年にスペインのセビージャFCへレンタル移籍へ出された。セビージャでは好調なプレーを見せ、当時の監督はドゥミトレスクとの本契約を望んだが、クラブの会長は高額の移籍金が掛かることから難色を示し、最終的にトッテナムへ復帰することとなった。
トッテナムで短期間プレーした後、1996年にウェストハム・ユナイテッドへ売却されたが、外国人用労働許可証の問題により契約は無効となった。1996年夏にメキシコのクラブ・アメリカへ移籍するが、1年後にはライバルクラブのアトランテFCへ移籍した。メキシコで2年間を過ごした後、1998年に古巣のステアウア・ブカレストへ復帰。前期シーズン終了後に現役引退を発表した。

## 代表経歴
ルーマニア代表としては、1989年のギリシャ戦で代表デビューを飾った。翌1990年のFIFAワールドカップ・イタリア大会代表メンバーに選出され2試合に出場した。
1994年のFIFAワールドカップ・アメリカ大会ではハジやフロリン・ラドチョウと共に攻撃の中心選手として活躍。決勝トーナメント1回戦のアルゼンチン戦では、ラドチョウが累積警告で出場停止という状況の中で本領を発揮。11分に左サイド角度のないところからの絶妙のFKで先制点を叩きだすと、同点とされた後の18分にはハジのラストパスから得点を挙げて勝ち越しに成功した。58分には自陣からのカウンターアタックからアルゼンチンゴール前までドリブルで独走し、最後は自陣右サイドから一気に駆けあがったハジにラストパスを送り、ハジの右足での得点をアシストした。ドゥミトレスクは2得点1アシストと全得点に絡む活躍を見せ、アルゼンチンを3-2で破る原動力となった。
その後、1998年のFIFAワールドカップ・フランス大会にも出場するなど国際Aマッチ63試合に出場し22得点を記録した。

## 引退後
引退後は代理人として活動することを希望し、Sport & Business Worldという会社を設立したが、成功をすることは出来ず、サッカー指導者へと転身することになった。2000年からはFCオツェルル・ガラツィの監督に就任。翌2001年からはFCMバカウの監督を務めるなど、主にルーマニア、キプロス、ギリシャのクラブチームの監督を歴任した。2006年にPAOKテッサロニキの監督に就任したが、カテナチオ（イタリアで1960年代に流行した戦術）を髣髴させる守備的な戦術を採用したことでサポーターの非難を浴び、2006年10月に監督を辞任した。2010年8月、ステアウア・ブカレストの監督に就任したが、9月20日に成績不振とサポーターとの対立により辞任した。
監督退任後は、ブカレストの中心にある高級レストランを運営するほか、テレビのサッカー中継でのゲストコメンテーターとしても活動している。

## 代表歴

### 出場大会
- ルーマニア代表
  - 1990 FIFAワールドカップ
  - 1994 FIFAワールドカップ
  - 1998 FIFAワールドカップ

### 試合数
- 国際Aマッチ 64試合 20得点（1989年-1998年）[6]

| ルーマニア代表 | 国際Aマッチ | 国際Aマッチ |
| 年             | 出場        | 得点        |
| -------------- | ----------- | ----------- |
| 1989           | 4           | 0           |
| 1990           | 11          | 0           |
| 1991           | 4           | 0           |
| 1992           | 5           | 2           |
| 1993           | 9           | 5           |
| 1994           | 17          | 10          |
| 1995           | 5           | 1           |
| 1996           | 2           | 0           |
| 1997           | 4           | 1           |
| 1998           | 3           | 1           |
| 通算           | 64          | 20          |

## タイトル

### 選手時代
FCステアウア・ブカレスト
- ディヴィジアA：4回（1986-87、1988-89、1992-93、1993-94）
- クパ・ロムニエイ：3回（1986-87、1988-89、1991-92）
- スーペルクパ・ロムニエイ：1回（1998）

個人
- ディヴィジアA得点王：1回（1992-93）